# Pholcus beijingensis
Pholcus beijingensis är en spindelart som beskrevs av Zhu och Song 1999. Pholcus beijingensis ingår i släktet Pholcus och familjen dallerspindlar. Inga underarter finns listade i Catalogue of Life.